# حارسة ندى الصباح
حارسة ندى الصباح (باليابانية: 朝霧の巫女، بالروماجي: Asagiri no Miko) هي سلسلة مانغا يابانية من تأليف ورسم هيروكي أوغاوا، نشرت من قبل شونن غاهوشا [الإنجليزية] في مجلة يونغ كينغ أورز [الإنجليزية] منذ مارس عام 2000 حتى أبريل عام 2013، تم تجمع فصول المانغا في 9 مجلدات تانكوبون، نشرت في يناير عام 2001 حتى 30 أبريل 2013.  أنتجت المانغا إلى مسلسل أنمي تلفزيوني من قبل كاوس بروجيكت، ومن إخراج يوجي مورياما [الإنجليزية]. عرض الأنمي في 4 يوليو عام 2002 واستمر عرضه حتى 26 ديسمبر عام 2002، وتكون من 26 حلقة.

## القصة
تدور أحداث القصة عن يوزو هيدا هي طالبة في المدرسة الثانوية وكاهنة في ضريح أساعيري، ترغب يوزو بشدة أن تكون فتاة عادية، ولكن لسوء حظها، فهي وأخواتها الكاهنات دورهم هو الحفاظ على التوازن في عالم الأرواح.

## الشخصيات

### مجلس ميكو
يوزو هيدا (باليابانية: 稗田 柚子، بالروماجي: Hieda Yuzu)
أداء صوتي: أي شيميزو
سيكو ريكيشي (باليابانية: 力石 征子، بالروماجي: Rikiishi Seiko)
أداء صوتي: كاورو موروتا
شيكا يوريكاسا (باليابانية: 百合草 千佳، بالروماجي: Yurikusa Chika)
أداء صوتي: ناناي كاتو [الإنجليزية]
إيزومي ساكيبارا (باليابانية: 岬原 いずみ، بالروماجي: Sakibara Izumi)
أداء صوتي: ري كاندا [الإنجليزية]
شيزوكا ميدو (باليابانية: 御堂 志津歌، بالروماجي: Midō Shizuka)
أداء صوتي: ساياكا أوهارا

### عشيرة هيدا
كوراكو هيدا (باليابانية: 稗田 倉子، بالروماجي: Hieda Kurako)
أداء صوتي: ميغومي هاياشيبارا
تاما هيدا (باليابانية: 稗田 珠، بالروماجي: Hieda Tama)
أداء صوتي: شيزوكا هاسيغاوا [الإنجليزية]
ناونوري هيدا (باليابانية: 稗田 直範، بالروماجي: Hieda Naonori)
أداء صوتي: هيديوكي أوميزو
تاداهيرو أماتسو (باليابانية: 天津 忠尋، بالروماجي: Amatsu Tadahiro)
أداء صوتي: تاكاهيرو ميزوشيما
كوما (باليابانية: こま، بالروماجي: Koma)
أداء صوتي: يوي هوريه

### ياغارانا
ميتشيموني أياتاتشي (باليابانية: 乱裁 道宗، بالروماجي: Ayatachi Michimune)
أداء صوتي: ريوتارو أوكيايو
كوكوري شيراياما (باليابانية: 白山 菊里، بالروماجي: Shirayama Kukuri)
أداء صوتي: شينامي نيشيمورا
ميزوهو هاماجي (باليابانية: 浜路 瑞穂، بالروماجي: Hamaji Mizuho)
أداء صوتي: مايومي أسانو
يوكي أورانامي (باليابانية: 浦波 雪絵، بالروماجي: Uranami Yukie)
أداء صوتي: يوكو ساساكي
ماساشي كوسوغي (باليابانية: 楠木 正志، بالروماجي: Kusugi Masashi)
أداء صوتي: ريوتارو أوكيايو

## وصلات خارجية
- موقع الأنمي الرسمي باللغة اليابانية
- Hiroki Ugawa's blog باللغة اليابانية
- حارسة ندى الصباح على موقع ANN manga (الإنجليزية)